# Janne Martikainen
Janne Martikainen (17 september 1976) is een golfprofessional uit Espoo, Finland. Hij speelt op de EPD Tour.
Martikainen heeft sinds 2000 enkele toernooien op de Europese Challenge Tour gespeeld, daar tien keer de cut gehaald maar hij is nooit in de top 10 geëindigd.
In 2012 stond hij het Open Madaef in Marokko de eerste twee rondes aan de leiding met 69-70.